# (4140) Branham
(4140) Branham ist ein Asteroid des äußeren Hauptgürtels, der am 11. November 1976 am El Leoncito Observatory in Argentinien entdeckt wurde. Nachträglich konnte der Asteroid bereits auf Aufnahmen nachgewiesen werden, die am 5. September 1929 am Krim-Observatorium in Simejis und am 25. Januar 1952 am McDonald-Observatorium in Texas gemacht worden waren.
Der Asteroid wurde nach dem US-amerikanischen Astronomen Richard L. Branham, Jr. benannt, der sich mit Meridianastronomie und Himmelsmechanik befasste. Er arbeitete 1968–1982 am Passageninstrument des United States Naval Observatory in Washington, D. C., anschließend ging er nach Argentinien und wurde Direktor der Yale-Columbia Southern Station in El Leoncito, wo er seine astronomische Forschung und Lehre fortführte. Später war er am Centro Cientifico Tecnologico des Instituto Argentino de Nivología, Glaciología y Ciencias Ambientales (IANIGLA) in Mendoza.

## Wissenschaftliche Auswertung
Aus Ergebnissen der IRAS Minor Planet Survey (IMPS) wurden 1992 erstmals Angaben zu Durchmesser und Albedo für zahlreiche Asteroiden abgeleitet, darunter auch (4140) Branham, für den damals Werte von 34,8 km bzw. 0,06 erhalten wurden. Mit dem Satelliten Midcourse Space Experiment (MSX) wurden dann 1996 bis 1997 im Rahmen der Infrared Minor Planet Survey (MIMPS) neue Daten erhalten, aus denen für den Asteroiden Werte für den mittleren Durchmesser und die Albedo von 35,8 km bzw. 0,06 bestimmt wurden. Eine Auswertung von Beobachtungen durch das Projekt NEOWISE im nahen Infrarot führte 2011 zu vorläufigen Werten für den Durchmesser und die Albedo im sichtbaren Bereich von 35,7 km bzw. 0,05. Die Werte wurden nach neuen Messungen mit NEOWISE 2014 auf 33,8 km bzw. 0,05 korrigiert. Nach der Reaktivierung von NEOWISE im Jahr 2013 und Registrierung neuer Daten wurden die Werte 2016 angegeben mit 29,0 km bzw. 0,05, diese Angaben beinhalten aber hohe Unsicherheiten.
Mit dem Weltraumteleskop Transiting Exoplanet Survey Satellite (TESS) konnten während dessen Durchmusterung des Südhimmels 2018 bis 2019 auch Objekte des Sonnensystems beobachtet werden. Dabei wurden auch die Lichtkurven von fast 10.000 Asteroiden aufgezeichnet. Für (4140) Branham wurde aus Messungen etwa vom 19. Oktober bis 14. November 2018 eine Rotationsperiode von 7,2037 h bestimmt.
Aus archivierten Daten des Asteroid Terrestrial-impact Last Alert System (ATLAS) aus dem Zeitraum 2015 bis 2018 konnte in einer Untersuchung von 2022 mit der Methode der konvexen Inversion eine Rotationsperiode von 7,2017 h bestimmt werden.
Am 7. Oktober 1987 gab es eine nahe Begegnung zwischen den Asteroiden (4140) Branham und (52) Europa bis auf etwa 1,64 Mio. km (0,0110 AE) Abstand bei einer geringen Relativgeschwindigkeit von 3,3 km/s. Es wurde vorgeschlagen, zur genaueren Bestimmung der Masse der größeren (52) Europa astrometrische Messungen dieses Ereignisses auszuwerten.